# Лазар Банянски
Лазар Давчев Банянски е български революционер, деец на Вътрешната македоно-одринска революционна организация.

## Биография
Банянски е роден през 1871 година в тиквешкия град Кавадарци, тогава в Османската империя, днес в Северна Македония. Остава без образование. Присъединява се към ВМОРО още в 1895 година. В 1906 година е задържан от властите и затворен в Еди куле. След като Тиквеш попада в Сърбия в 1913 година, Банянски, член на околийския революционен комитет на ВМОРО, е сред ръководителите на Тиквешкото въстание срещу новите окупатори.